# Chaetocnema zangana
Chaetocnema zangana (лат.) — вид жуков-листоедов рода Chaetocnema трибы земляные блошки из подсемейства козявок (Galerucinae, Chrysomelidae). 

## Распространение
Встречаются в Юго-восточной Азии (Китай, Тибет).

## Описание
Длина 1,95—2,10 мм, ширина 1,06—1,09 мм. От близких видов (Chaetocnema kumaonensis) отличается комбинацией следующих признаков: короткими усиками, пунктировкой дорзума и головы, формой эдеагуса и переднеспинки (прямые боковые края, соотношение ширины к длине 1,50—1,65). Переднеспинка и надкрылья бронзоватые. Голова и дорзум тонко гранулированные. Фронтолатеральная борозда отсутствует. Антенномеры усиков желтовато-коричневые (А1-11), ноги красновато- или желтовато-коричневые. Голова гипогнатная (ротовые органы направлены вниз). Надкрылья покрыты несколькими рядами (6—8) многочисленных мелких точек — пунктур. Бока надкрылий выпуклые. Второй и третий вентриты слиты. Средние и задние голени с выемкой на наружной стороне перед вершиной. Переднеспинка без базальной бороздки. Вид был впервые описан в 1981 году китайскими энтомологами Chen S. и Wang S. по материалам из Китая, а его валидный статус был подтверждён в ходе ревизии ориентальной фауны рода Chaetocnema в 2019 году, которую провели энтомологи Александр Константинов (Systematic Entomology Laboratory, USDA, c/o Smithsonian Institution, National Museum of Natural History, Вашингтон, США) и его коллеги из Китая (Ruan Y., Yang X., Zhang M.) и Индии (Prathapan K. D.).